# Android 13
Android 13 és la tretzena versió principal i la 20a versió d'Android, el sistema operatiu mòbil desenvolupat per l'Open Handset Alliance liderada per Google. Va ser llançat al públic i al Projecte de codi obert d'Android (AOSP) el 15 d'agost de 2022. Els primers dispositius que es van enviar amb Android 13 van ser el Pixel 7 i el 7 Pro.

## Història
Android 13 (nom en clau intern Tiramisu) es va anunciar en un bloc d'Android publicat el 10 de febrer de 2022, i es va publicar immediatament la primera vista prèvia per a desenvolupadors per a la sèrie Google Pixel (des de Pixel 4 fins a Pixel 6, eliminant la compatibilitat amb Pixel 3 i Pixel 3a). Va ser llançat 4 mesos més o menys després de la versió estable d'Android 12. La Developer Preview 2 va seguir més tard, llançada al març. La beta 1 es va llançar el 26 d'abril de 2022. Google va llançar la beta 2 durant Google I/O l'11 de maig de 2022. Dues versions beta més estaven previstes per al seu llançament al juny i al juliol. L'estabilitat de la plataforma es va assolir al juny, amb la beta 3. El llançament final d'Android 13 va començar el 15 d'agost quan l'actualització es va posar a disposició dels telèfons Pixel i es va introduir al projecte de codi obert d'Android.

## Característiques

### Privadesa
Android 13 inclou diverses funcions noves destinades a millorar la privadesa de l'usuari, tant per a l'usuari com per a desenvolupadors.
S'afegeix un nou selector de mitjans, que millora la privadesa ja que permet als usuaris triar a quines aplicacions de fotos i vídeos tenen accés. La majoria d'aplicacions encara no han implementat aquest selector. A més, Android 13 introdueix un nou permís, NEARBY_WIFI_DEVICES. Anteriorment, els permisos de Wi-Fi i GPS s'agrupaven en una única configuració anomenada "Ubicació". Aquest canvi significa que ara es pot permetre que les aplicacions cerquin dispositius i xarxes propers sense necessitat de sol·licitar accés a sistemes de navegació més amplis.
A més, s'està afegint una nova funció de permís d'execució a les aplicacions que envien notificacions no exemptes que permet als usuaris centrar-se en les notificacions més importants per a ells.

### Experiència d'usuari
Ara les aplicacions han de demanar permís a l'usuari abans que puguin enviar notificacions.
S'han afegit petits canvis a les finestres de diàleg, com ara la commutació d'Internet, per tal que s'adaptin millor al llenguatge de disseny. El reproductor multimèdia s'ha redissenyat, utilitzant ara la portada de l'àlbum com a fons i inclou més controls d'usuari. S'ha millorat la funció de múltiples usuaris, amb l'opció afegida de seleccionar a quines aplicacions pot accedir l'usuari convidat. Les dades de l'aplicació es troben en una caixa de proves per a cada usuari, de manera que no es comparteix cap informació.

### Noves característiques
El nombre d'aplicacions actives ara es mostra a la part inferior del tauler de notificacions; un toc sobre ella obre un tauler detallat que permet a l'usuari aturar cadascun d'ells.
Suport per a Bluetooth LE Audio i el còdec d'àudio LC3, que permet rebre i compartir àudio entre diversos dispositius Bluetooth simultàniament; també pot millorar la qualitat d'àudio i la durada de la bateria dels dispositius connectats, sempre que també ho admetin. Aquesta versió obre el suport per a aplicacions de tercers per utilitzar icones temàtiques " Material You ". Si premeu llargament i arrossegueu una notificació, podreu obrir-la a la vista de pantalla dividida. Aquesta funció està disponible en telèfons i tauletes. Android 13 també afegeix suport per a WiFi 7, que pretén disminuir la latència, la memòria intermèdia, el retard i la congestió.
A partir de la Beta 2, Pixel Launcher inclou una nova barra de cerca "unificada", que pot proporcionar resultats de cerca d'Internet, així com aplicacions i activitats locals. Sembla que Google ampliarà les capacitats d'aquesta eina de cerca en futures versions.